# Ромува
Ромува, също Църква на Ромува, е неоезическа религия и нейната общност в Литва.
Съживява древните религиозни практики от литовците до тяхното кръщение през 1387 година чрез съвременно пресъздаване на традиционната етническа религия на балтийските народи. Представя се за продължител на балтийските езически традиции, които са запазени във фолклора и обичаите.
Ромува е политеистка езическа вяра с култ към природата и предците. Изповядването на Ромува се възприема като форма на културното самосъзнание, съобразно което се честват традиционните празници и изкуство, преразказва се балтийски фолклор, изпълняват се традиционните химни и песни, наречени дайни, а също се провежда екологичен активизъм и поддържане на свещени места. Ромувскатаобщност се организира и ръководи от своя кривиу криватис (krivių krivaitis) – първосвещеник, като първи тази роля изпълнява Йонас Тринкунас до смъртта си през 2014 година. Той е погребан по стара балтийска традиция, а жена му Иния Тринкуниене е избрана за нов krivė (първосвещеничка) на 31 май 2015 г. във Вилнюс в Кулата на Гедиминас. Тя е първата жена krivė в езическата история.
Съществува предимно в Литва, но има последователи и в Австралия, Канада, САЩ, и Англия. Норвегия. Подобни балтийски езически вероизповедания има и в други страни като Диевтуриба в Латвия. Според преброяването от 2001 г. Ромува има 1270 последователи в Литва. Техният брой се увеличава до 5118 в преброяването от 2011.

## Етимология
Терминът Ромува (Romovė, Ruomuva) произхожда от средновековни писмени източници от Източна Прусия, в които се споменава езическият балтийски храм Ромове. Думата има значение на „храм“ и „светилище“, но в по-абстрактен превод означава „домът на вътрешния свят“. Балтийският корен рам-/рам-, от който Ромува се формира, има значние на „спокоен, ведър, тих“ и произтича от прото-индо-европейското (e)remǝ-.

## История

### Древна и средновековна вяра
Религията на местните жители около Балтийско море предшества записаната история. Мезолитните ловци-събирачи и рибари от региона изповядват една или друга религия, насочена към своите занимания. Мария Гимбутас е автор на спорно предположение, че в духовно отношение аграрните заселници от около 3500 – 2500 г. пр. Хр са представители на Култа към земята на старите европейци. По-късно, индо-европейците навлизат в зоната и носят със себе си прото-индо-европейските вярвания. Тази религия заедно с елементи от религиозно-обредното миналото на региона, се превръща в езичеството, което се среща в Средновековието и по-късно.
Култовете на тази балтийска религия процъфтяват сравнително безпрепятствено до 9 век, когато се усеща натиск от страна на християнските сили. В Кведлинбургските анали се споменава мисионера Бруно от Кверфурт, който заедно с 18 мъже е екзекутиран от ятвягите, когато се опитва да покръсти езичниците в района на Литва и Прусия през 1009 г. Това е първото споменаване на името на Литва в писмени източници. Според други източници Бруно е убит за нарушение на Свещените гори и унищожаване на статуи на боговете.
От 1199 Римо-Католическата църква обявява кръстоносен поход срещу балтийските езичници. Великият Литовски Княз Миндовг е покръстен заедно със семейството и войните си през 1251. Но след като това не спира кръстоносните военни действия Миндовг се покланя отново на езическите божества, като Ипатиевската летопис споменава това. Той донася жертви на езическия Върховен Бог (Андаюс, по-късно наричан Дивас), на Перкунас, на Телиявелис (Бог на ковачите), и Жворуна (богиня на горите и лова). Въпреки неискреността и прагматичната си политика спрямо християнската вяра, някои поданици на Миндовг във Великото херцогство въстават в знак на протест. През 1261 г. Миндовг се отрича от християнската вяра.
По време на управлението на Великия княз Гедиминас Ромува разширява влиянието си около политическия център на обширна и процъфтяваща „езическа империя“. Литовската Ромува има историческа стойност като древноевропейско езичеството, което поддържа традициите си като официална държавна религия до края на 14 и началото на 15 век, когато християнството окончателно е прието във Великото княжество по политически причини. Литовците по този начин се оказват последният неномадски народ в Европа, който практикува индо-европейски политеизъм. Народът саами са подобно изключение, но те не образуват собствена държава и говорят индо-европейски език.

### Възраждане на религията
В романтична епоха произхожда от 19 век. Това е довело литовците, за да погледнем назад в миналото си, като за интелектуално и духовно вдъхновение. Национално възраждане започна и Литовските интелектуалци идеализирана древното езичество и фолклор. някои историци искат да докажат красотата на древния политеизма и дори започнаха да създават нови аспекти на Литовската митология. Един от най-известните от тях е Теодор Нарбут, който редактира старогръцки митове и са създадени нови литовците.
В началото на 20 век, древните езически традиции все още продължават във фолклора и обичаите. хората са се забавлявали на древните езически празници са се съвокуплявали с християнски традиции. тези празници включват Vėlinės (ден на Мъртвите heating, shared с келтски Хелоуин), Užgavėnės (празник, когато свършва зимата и започва пролетта), и расата или Йониню. за Užgavėnės, хората в Жемайтии могат да се обличат в костюми, включително маски и да изгори идол на старата дама, наречена Morė или Гильтине – богинята на смъртта.

### Съвременна народна религия
Философът Vydūnas се възприема като нещо като баща-основател на Ромува. Той активно насърчаваше осведомеността и участието в езическите фестивали. Видунас вижда християнството като чуждо за литовците и вместо това насочва вниманието си към това, което вижда като духовна визия на привържениците на традиционната балтийска религия. Той приписва на това чувство на страхопочитание в тяхната космология, тъй като те виждат вселената като велика мистерия, и уважение към всяко живо същество, както и към земята в техния морал, тъй като те виждаха целия свят и всеки индивид като символ на живота като цяло. Божественото беше представено от огъня, който като такъв се използваше ритуално за поклонение на божественото и самият той се смяташе като свещен. Видунас е дал специално отношение към тази религия на литовците в своята драма Amžina ugnis (Вечният огън). Сред тези и други произведения, Видунас издига вярата, като намираща се на най-високото ниво на духовно изразяване, заедно с други форми, които признава.
Домас Шидлаускас-Висуомис (1878 – 1944) започва да  създава т. нар. Вайдевутибе (Балтийско езичество) през 1911 година. През 20-те години латвийското движение за народна религия Dievturība е стартирано от Ернест Брастиньш. Основният проблем беше, че първите движения се основават на ограничени фолклорни източници и са повлияни от далекоизточни традиции като Индуизъм и Будизъм. Въпреки това идеята за Ромува не умира по време на съветската окупация на Литва.

### Съветско потискане
Литовското езическо движение е спряно през 1940 година, когато Литва се присъединява към СССР и става Литовска съветска социалистическа република. Поради националистическия характер на Ромува, вярата е потисната по време на съветската окупация и много практикуващи са екзекутирани или депортирани в лагери за принудителен труд в Сибир. След смъртта на Йосиф Сталин културният живот става по-свободен. 
Известно е, че нелегалната група на Ромува е съществувала в рамките на трудовия лагер в Инту, Русия. След като членовете бяха освободени и върнати в Литва около 1960 г., някои от тези практикуващи, заедно с Джонас Тринкунас са във Вилнюската Етнологична Ромува и започва да организира публични чествания на традиционни литовски религиозни празници, започвайки с Раса през 1967 година. През 1971 г. Съветите изгониха членовете от Университета, който посещаваха, и заточиха лидерите. През 1988 година, когато силата на Съветския съюз отслабваше и независимостта на Литва беше на хоризонта. Ромува групите започнаха да се реорганизират в балтийските нации и да практикуват своята религия на открито.

### Независимост
След като Литва възвърна независимостта си през 1990 г., Ромува беше призната за древна балтийска религиозна общност през 1992 г. Под егидата на Закона за религиозните общности и асоциации, който беше приет в Литва през 1995 г., Ромува получи признание като „нетрадиционна“ религия. Законът изисква минимум 25 години съществуване, преди такава религия да може да получи държавната подкрепа, запазена за „традиционните“ религии.

## Религиозни практики
Балтийско aukuras или „олтара на огъня“ е камък на олтара, в която огън ритуално зажигали. Участниците се измиват ръцете и лицето преди да се обърнете към aukuras, и тогава те ще пеят дайны или ритуални песнопения, като огън изгаря. Храна, напитки, билки и цветя се предлага към огъня, тъй като групата пее дайны. След първичното публично предлагане, участниците предлагат на своите словесни или неми молитви, които носеха към боговете, заедно с дима и искрите на пламъка.
В Romuvan свещеник, известен като vaidila (множествено число vaidilos), и Romuvan жрица е известен като vaidilutė (множествено число vaidilutės). Като признат авторитет в своята общност, свещеникът трябва да има подходящи умения и знания, които той или тя се нуждае, за да извършват религиозни обреди в чест на боговете.

## Центрове на Ромува
Жемайчю Alka бе първоначално планирано, за да бъде възстановен на Ники Хил в Palanga, но не се съгласи с кмета на Паланга. Вместо това, той е бил построен на хълм около Швянтойи, който също се състои от 11 скулптури на езически богове. Има четири най-големи празници в годината:
- 23 март – Пролетно равноденствие
- 22 юни – Лятно слънцестоене
- 21 септември – Есенно равноденствие
- 20 декември – Зимно слънцестоене

## Междурелигиозни отношения
Ромува и Индуски групи се събраха заедно многократно да се молят и да участват в диалог. Тези събития се случват в Литва, Атлантик Сити, Ню Джърси, , Бостън, Масачузетс, Епинг, Ню Хемпшир и на други места.
Други неопаганистки движения:
- Диевтуриба –  Латвия
- Друви – Източна Прусия,  Латвия
- Славянско родноверие –  Русия,  Украйна